# أشكي لمين (فلم)
أشكي لمين فيلم دراما مصري من إخراج إبراهيم عمارة  عن قصة محمد مصطفى سامي الذي أعد الحوار لسيناريو من كتابته بالمشاركة مع المخرج إبراهيم عمارة. الفيلم من بطولة فاتن حمامة، وعماد حمدي، ومحسن سرحان، وشادية، وفريد شوقي. الفيلم يتابع هروب «نادية» من زوج أمها الذي يجبرها على العمل في صالة رقص، والذي يسجن بسبب تحريضها على الفجور، وتتزوج نادية من شاب ثري لا يعلم ماضيها، وحينما يُفرَج عن زوج أمها يبحث عنها للانتقام.
صدر الفيلم لدور العرض المصرية في 22 أكتوبر 1951.
منح موقع قاعدة بيانات الأفلام العربية «السينما.كوم» الفيلم درجة 6.9/ 10.
منح موقع قاعدة بيانات الأفلام على الإنترنت (IMDB) الفيلم درجة 4.9/ 10.

## أحداث الفيلم
تبدأ الأحداث في صالة رقص حيث يقوم حامد (فريد شوقي) صاحب الصالة بحث الفتيات على العمل، ومجالسة الزبائن. يرسل حامد بمساعدة المسن أنس (عبد العزيز أحمد) لإحضار نادية (فاتن حمامة) من غرفتها للنزول إلى صالة الرقص. يتحدث أنس إلى نادية التي تبكي، وترفض العمل، وتسأل أنس بماذا ينصحها إذا كانت هي إبنته، وينصحها أنس بتقديم شكوى للشرطة تتهم فيها حامد بتحريضها على الفسق، ويصطحبها إلى مكتب المحامي محسن (محسن سرحان). تنتهي المحاكمة بالحكم بالسجن، والتعويض لصالح نادية.
تلتقي نادية في طريق سفرها إلى بلدتها الريفية بالشاب الثري رؤوف (عماد حمدي) الذي يعرف خالها الشيخ بركات (إبراهيم عمارة). تتوطد الصداقة بين نادية، وشقيقة رؤوف الشابة سعاد (شادية)، وهي أيضاً خطيبة المحامي محسن. يعاني روؤف من ألم في صدره يهاجمه أحياناً، ولكنه لا يكترث له كثيراً. يتقدم رؤوف للزواج من نادية التي لا يعرف ماضيها. يقام حفل زفاف نادية، ورؤوف، ويحضر محسن، صديق رؤوف وشريكه، الحفل وتأخذه المفاجأة من أن العروس هي نفسها موكلته في قضية التحريض على الفسق، وبنظرات سريعة يطمئن نادية انه لن يبوح بسرها. يخرج حامد من السجن، ويطالع في إحدى المجلات خبر زواج نادية، ورؤوف. يذهب حامد لمقابلة رؤوف مدعياً انه من كبار رجال الأعمال، ويصطحبه رؤوف إلى بيته ليعثر على من تسببت في دخوله السجن. يقوم حامد بتهديد نادية بصورها وهي بصحبة زبائن صالة الرقص، ويطالبها بمبلغ من المال، كما يفسد علاقة سعاد بخطيبها محسن، ويجعلها تعتقد بوجود علاقة بينه وبين نادية. ترفض سعاد الاستمرار في مشروع زواجها من محسن، ولكنها تكتشف الحقيقة، وتصمم على الحصول على الصور التي يستخدمها حامد لتهديد نادية. ينتهي الفيلم بسقوط حامد في يد الشرطة، وزواج محسن من سعاد.

## طاقم التمثيل
- فاتن حمامة: في دور نادية

- عماد حمدي: في دور الشاب الثري رؤوف

- محسن سرحان: في دور المحامي محسن (صديق وشريك رؤوف)

- شادية: في دور سعاد (شقيقة رؤوف وخطيبة محسن)

- فريد شوقي: في دور حامد (زوج والدة نادية)

- زكي إبراهيم: في دور والد رؤوف وسعاد

- نبوية مصطفى: في دور الراقصة

- عبد المنعم سعودي: في دور موظف في شركة رؤوف

- عبد الحميد بدوي: جرجس كمسري القطار

- محمد عبد المطلب: عامل الطنبور

- ليز ولين: راقصتان توأم

بالاشتراك مع: زكي محمد حسن – عزيزة بدر – محسن حسنين – عبد المنعم إسماعيل – عبد العزيز أحمد – إبراهيم عمارة – إبراهيم حشمت.

## الإنتاج
أنتج الفيلم شركة «لوتس فيلم» وهي شركة بين المنتجة آسيا، والمخرج بركات.
وقّعت فاتن حمامة عقد بطولة فيلم «اشكي لمين» قبل أن تقرأ السيناريو، ثم فوجئت قبل موعد التصوير بقائمة الملابس المطلوبة من أجل الشخصية، وكانت صدمتها شديدة حين قرأت أن من بين الملابس مايوه قطعة واحدة. يقال إنها ضربت على صدرها بيدها وأسرعت إلى المخرج إبراهيم عمارة تصرخ اعتراضاً، لأنها لن ترتدي ملابس البحر مهما كلف الأمر. ورغم طلب المخرج من المنتجة آسيا داغر التدخل والتوسط لإقناع فاتن للعودة عن رأيها، إلا أن التصوير توقف أسبوعاً كاملاً حتى توصلوا إلى ما يرضي النجمة التي تمسكت بمبادئها ولم تتراجع، فظهرت ببنطلون وبلوزة على الشاطئ، ورضخ الجميع بمن فيهم المخرج لارادتها.
كان فيلم «أشكى لمين» هو واحد من أربعة أفلام جمعت بين فاتن حمامة وشادية:
1- ظلمونى الناس للمخرج حسن الإمام في عام 1950
2- أشكى لمين للمخرج إبراهيم عمارة في عام 1951
3- موعد مع الحياة للمخرج عز الدين ذو الفقار في عام 1953
4- المعجزة للمخرج حسن الإمام في عام 1962.
فيما كانت فاتن تصوِّر الفيلم، شعرت بدوار كادت معه أن تسقط على الأرض، لولا أن تلقفتها صديقتها شادية، وأنهي التصوير وعادت النجمة إلى بيتها، ليؤكد الطبيب أنها حامل في الشهر الثالث، طارت فاتن وعز الدين من الفرح، فهما على وشك أن يصبحا أباً وأماً. إحساس جديد مختلف، تمنت فاتن طويلاً أن تجربه، وقررت إذا رزقها الله بمولودة أنثى، أن تطلق عليها اسم «نادية»، وهو اسم الشخصية التي تجسدها في فيلم «اشكي لمين» باعتباره (وش السعد)، إذ سمعت خلاله أجمل خبر يمكن أن تنتظره في حياتها.
اشتمل الفيلم على 4 أغاني لشادية:
1- هدي يا دنيا (2:07 دقيقة)
2- كسفتيني يا سنارة (3:58 دقيقة)
3- يا صلاة الزين على دول عريسين (3:37 دقيقة) دويتو مع عبد المطلب
4- يا دنيا ليه كل ده (3:06 دقيقة)

## استقبال الفيلم
كتب موقع «شهريار النجوم»: "فيلم من نوعية الميلودراما القديمة، التي تحمل رسالة أخلاقية، ودينية تخصص فيها تحديداً المخرج إبراهيم عمارة، الذي التحق بستوديو مصر عام 1935، واسند اليه التعليق على جريدة مصر الناطقة لمدة 15 سنة".
كتب الناقد السينمائي محمود قاسم في كتابه «الأديان على شاشة السينما المصرية» الصادر عن وكالة الصحافة العربية في 475 صفحة، وهو يتحدث عن ممثلين السينما المصرية الذين يسند اليهم أدوار لتجسيد شخصية الشيخ المعمم، وكيف أن من يسند اليه مثل هذا الدور لابد أن يكون له تركيبة جسمانية مهيبة وصوت أجش وبراعة أداء وكفاءة في قراءة الآيات القرآنية... من أشهر هذه الأسماء الممثل والمخرج إبراهيم عمارة الذي جسد هذا الدور في فيلمه «أشكي لمين».

## روابط خارجية
- مقالات تستعمل روابط فنية بلا صلة مع ويكي بيانات

https://dhliz.com/film/ashky_lemein/ أشكى لمين (فيلم 1951)
https://www.alayyam.info/news/3HQQYO00-GL815A أشكى لمين (فيلم 1951)
https://www.aljarida.com/articles/1527425626305741900/ أشكى لمين (فيلم 1951)
https://www.shahrayar-stars.com/2020/06/8606/ أشكى لمين (فيلم 1951)
https://www.aljarida.com/articles/1527425626305741900/ أشكى لمين (فيلم 1951)